# Materiali fonoassorbenti
I materiali fonoassorbenti sono impiegati per controllare le riflessioni indesiderate, la riverberazione ed il rumore; sono generalmente caratterizzati da una bassa densità e da una finitura a celle porose aperte o a fibre.
Si dividono principalmente in quattro categorie: 
1. Porosi
2. Vibranti
3. Acustici
4. Misti

Le proprietà assorbenti dei materiali sono quantificate attraverso il coefficiente di assorbimento acustico α, definito come rapporto tra l'energia sonora assorbita e l'energia incidente.
Il principio fisico alla base dell'assorbimento acustico è la conversione di parte dell'energia sonora incidente in calore; questo avviene con modalità diverse in relazione alla tipologia ed alla struttura dell'elemento assorbente.